# Джордж Еббот
Джордж Френсіс Еббот (англ. George Francis Abbott, 25 червня 1887 — 31 січня 1995) — американський драматург, сценарист, продюсер та режисер, кар'єра якого тривала більше дев'яти десятиліть.

## Біографія
Американський режисер, драматург і продюсер «живих», комерційних фільмів. Легендарна фігура Бродвею. Почав кар'єру актором в 1913 році. Потім написав багато п'єс, ставив і продюсував п'єси на Бродвеї. Кілька його творів були екранізовані. Переїхав у Голлівуд з приходом звукового кіно, був співавтором сценарію до фільму «На Західному фронті без змін» (1930) і поставив кілька фільмів, зазвичай за своїми сценаріями.
У 1931 році повернувся в театр і поставив тільки два фільми, два з них екранізації театральних мюзиклів. Він також продюсував фільми, і серед його робіт було багато хітів. У 1983 році у віці 95 років поставив і був співпродюсером відродження бродвейського мюзиклу «Навшпиньки» В 1993 році, у віці 105 років взяв участь в урочистостях, присвячених 100-річчю Бродвею, будучи єдиним гостем старше ювіляра.